# Orlando Dias
Orlando Dias, nome artístico de José Adauto Michiles (Recife, 1º de agosto de 1923 — Rio de Janeiro, 11 de agosto de 2001), foi um cantor e compositor brasileiro. 

## Biografia
Orlando Dias começou na cena musical aos 11 anos de idade, no conjunto vocal A Turma dos Onze. Em 1940, apresentou-se na Rádio Clube de Pernambuco (atual Rádio Clube do Recife), com o conjunto Anjos Rebeldes, classificando-se em primeiro lugar, numa competição musical. Na sequência, foi contratado como cantor da emissora e lá trabalhou por 10 anos. Casou-se em meados da década de 1940. Pouco tempo depois, morre sua esposa. Transferiu-se para o Rio de Janeiro, onde conseguiu contrato na Rádio Mayrink Veiga. Voltou ao Recife, por volta de 1946, mas deixou definitivamente sua cidade natal em 1950, voltando ao Rio. Gravou seu primeiro disco pela Todamérica, em 1952.
Na década de 1950, mudou-se para o Rio de Janeiro e consolidou uma carreira de cantor, transformando-se no "Rei do Brega" brasileiro. Fez sucesso nos anos 1960 com canções como: "Tenho ciúme de tudo", "Com pedra na mão" , "Coração de pedra", "Perdoa-me pelo Bem que te Quero" e "Sinfonia da Mata",  notabilizando-se pelas interpretações teatrais. Costumava ajoelhar-se no palco enquanto cantava e, ao final da apresentação, com a roupa um tanto amassada, despedia-se da platéia acenando com um lencinho branco e exclamando  "Obrigado, minhas fãs!", frase que se tornou sua marca registrada. Orlando Dias é citado por cantores como Agnaldo Rayol, Agnaldo Timóteo, Cauby Peixoto e Reginaldo Rossi como uma importante influência em suas carreiras.
O cantor, que sofria de Parkinson,  morreu no Rio de Janeiro, em consequência de um infarto, no dia 11 de agosto de 2001, dez dias depois de completar 78 anos.